# Arcipelago di Socotra

Mappa del Governatorato dell'Hadramaut dal 2004 al dicembre 2013, nel periodo in cui l'arcipelago di Socotra ne fece parte.

L'arcipelago di Socotra (in arabo سقطرى, Suqutrā; noto nell'antichità come Dioskouridou in greco e Dioscoridus in latino) è un gruppo di isole situato nell'oceano Indiano nord-occidentale, appartenente ufficialmente alla Repubblica dello Yemen, ma dall'aprile 2018 occupato militarmente e governato politicamente dal Consiglio di Transizione del Sud, appoggiato dagli Emirati Arabi Uniti.

## Geografia
L'arcipelago si trova all'imboccatura orientale del golfo di Aden, tra 95,8 e 233 km dal Corno d'Africa e 352 km a sud della penisola arabica. Il gruppo insulare comprende l'isola principale di Socotra, dalla superficie di 3625 km² e con una popolazione di 42 442 abitanti (secondo il censimento del 2004), e, poco più ad ovest, le piccole isole di Abd al-Kuri (133 km², ca. 300 abitanti), Samha (40 km², 100 abitanti) e Darsa (16 km², disabitata) e gli scogli disabitati e alti fino a 80-85 metri di Ka'l Fir'awn (9 ha, a nord di Abd al-Kuri) e Sābūnīyah (5 ha, ad ovest di Socotra). La punta occidentale di Abd al-Kuri si trova circa 100 km ad est di capo Guardafui (l'estremità nord-orientale del Corno d'Africa). La città principale, Hadibu (nota anche come Tamrida o Hadiboh), che si trova sull'isola principale, conta 8 545 abitanti.
Nel 2003 l'UNESCO ha dichiarato Socotra la prima riserva della biosfera della regione araba e dall'8 luglio 2008 l'intero arcipelago ha ottenuto il riconoscimento di patrimonio dell'umanità.
L'arcipelago è suddiviso in due distretti, che appartennero al Governatorato di Aden fino al 2004 e al Governatorato dell'Hadramaut fino al dicembre 2013, quando venne istituito il Governatorato di Socotra: al distretto di Hadibu (o Hidaybu) appartiene la parte orientale dell'isola principale Socotra e a quello di Qulensya Wa Abd Al Kuri la parte occidentale restante di essa e le isole minori.
Il clima dell'arcipelago è tropicale desertico e semidesertico (classificazione di Köppen: BWh e BSh).

### Geologia
Tettonicamente, l'arcipelago di Socotra si trova tra la placca araba e quella africana. Le isole probabilmente si separarono dalla terraferma oltre 20 milioni di anni fa. Come il subcontinente indiano e il Madagascar, un tempo appartenevano al supercontinente Gondwana e quindi non sono di origine vulcanica. L'intero arcipelago si trova sulla piattaforma continentale che è il prolungamento verso est/nord-est delle montagne settentrionali della penisola somala; la piattaforma tocca nel punto più profondo i 914 m, ma generalmente non supera i 200 m di profondità. Dalla penisola arabica l'arcipelago è separato dal golfo di Aden, profondo fino a 5029 m.

### Flora e fauna

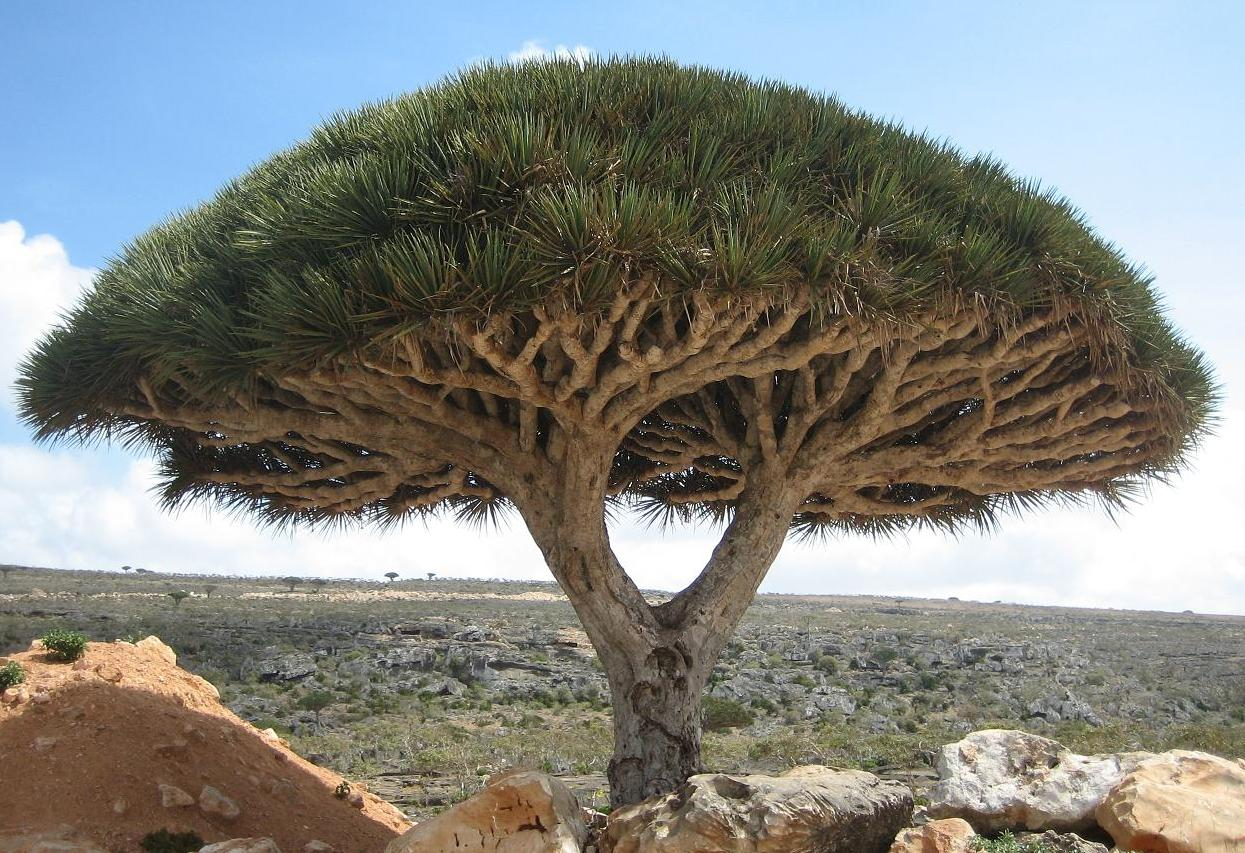
L'albero del drago.

Questo arcipelago viene anche soprannominato le «Galápagos dell'oceano Indiano». A Socotra l'isolamento geografico ha portato allo sviluppo di numerose specie endemiche, tra cui sei specie di uccelli. Le ricerche hanno dimostrato che oltre un terzo delle 800 specie vegetali presenti sono endemiche. Dopo le Seychelles, la Nuova Caledonia e le Hawaii, Socotra presenta il maggior numero di piante endemiche per chilometro quadrato.
Tra le specie vegetali endemiche ricordiamo l'albero succulento Dorstenia gigas, Dendrosicyos socotranus, una delle poche cucurbitacee arboree esistenti al mondo, e il raro melograno di Socotra (Punica protopunica).
In alcuni punti il litorale è delimitato da alcune delle più grandi dune costiere presenti sulla Terra. Socotra è il luogo di origine dell'albero del drago Dracaena cinnabari, una reliquia del Cretaceo, la cui resina - nota come sangue di drago - viene utilizzata per la produzione di rimedi naturali e incenso. L'albero del drago (o «albero del sangue di drago») è oggi un simbolo di Socotra.
Le isole ospitano una ricca avifauna. Tra le specie endemiche ricordiamo lo storno di Socotra (Onychognathus frater), la nettarinia di Socotra (Chalcomitra balfouri), il passero di Socotra (Passer insularis) e il beccogrosso alidorate (Rhynchostruthus socotranus). Gli uccelli nativi sono spesso preda dei gatti introdotti dall'uomo. Anche il serpente Hemerophis socotrae è endemico dell'isola.
Nelle acque costiere di Socotra vivono 733 specie di pesci appartenenti a 108 famiglie, la maggior parte delle quali sono forme di barriera. La famiglia meglio rappresentata è quella dei labri (Labridae), seguita da quelle dei ghiozzi (Gobiidae), dei pesci damigella (Pomacentridae), delle cernie (Serranidae) e dei pesci farfalla (Chaetodontidae). Le specie più comuni sono il pesce damigella Pomacentrus caeruleus e il labro Thalassoma lunare. Quasi tutte le specie ittiche delle coste di Socotra sono proprie dell'oceano Indiano nord-occidentale e del Pacifico occidentale; solo 4 o 5 specie sono endemiche.

## Storia

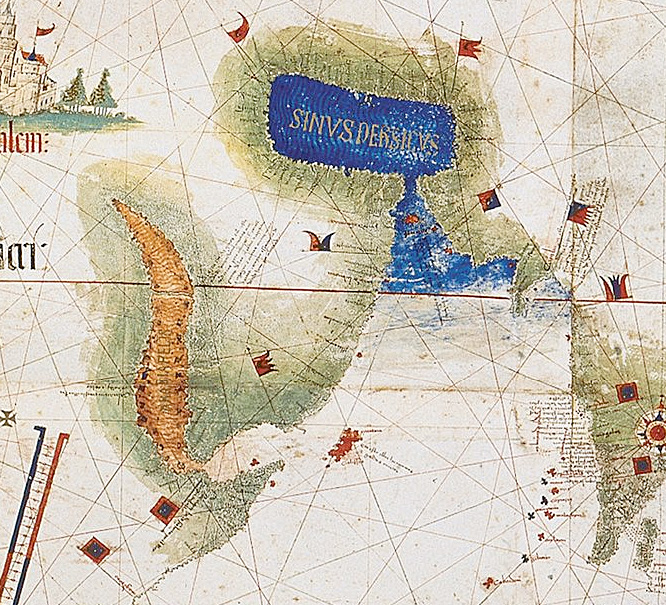
Dettaglio del planisfero di Cantino: il golfo Persico, l'isola di Socotra (in rosso) e il mar Rosso.

Le prime testimonianze della presenza umana a Socotra sono riconducibili alla cultura paleolitica olduvaiana. Sembra che gli Egiziani conoscessero quest'isola col nome di «Isola dell'incenso». Allusioni ad essa si trovano anche nella Bibbia, ma una sua descrizione è data per la prima volta nel Periplo del Mar Eritreo, la guida nautica scritta da un greco attorno all'80 d.C. per i naviganti del mar Rosso, oceano Indiano e golfo Persico. I greci la chiamarono Dioscoride (Dioskouridou) e così pure i romani. Il nome «Socotra» si fa risalire al sanscrito dvipa sukhadhara, vale a dire «Isola della felicità».
La storia dell'arcipelago corrisponde approssimativamente a quella dei regni succedutisi nell'Arabia meridionale (vedi anche: Storia dello Yemen). Secondo la tradizione locale, gli abitanti furono convertiti al cristianesimo nell'anno 52 dall'apostolo Tommaso. Nel X secolo, il geografo arabo Abu Muhammad al-Hasan al-Hamdani affermò che la maggior parte degli abitanti di Socotra erano cristiani. Marco Polo sosteneva lo stesso e nel Milione riferisce che sull'isola era presente un arcivescovo che dipendeva dall'arcivescovo di Baghdad (di credo nestoriano) e non da quello di Roma.
Nel 1507 sbarcò nell'ex capitale dell'isola, Suq, una flotta portoghese al comando di Tristão da Cunha e Afonso de Albuquerque, con lo scopo di costruire una base per ostacolare il commercio arabo con il mar Rosso e liberare i presunti cristiani che si riteneva vi abitassero dal giogo islamico. Costruirono una fortezza, ma abbandonarono l'isola quattro anni dopo. Nel 1511 le isole passarono sotto il controllo del sultanato Mahra.
Nel 1834 Socotra fu occupata dalla Gran Bretagna. In quanto l'impero britannico voleva assicurarsi il predominio sul golfo di Aden, via di accesso al vicino mar Rosso, nel 1866 Socotra venne dichiarata protettorato britannico. Con l'apertura del canale di Suez nel 1867 l'importanza strategica dell'isola divenne ancora più significativa.
L'Oman, anch'esso divenuto protettorato britannico nel 1891, sollevò ripetutamente rivendicazioni sull'isola; gli inglesi, pur sostenendo occasionalmente questa posizione, non cedettero mai Socotra all'Oman, bensì, nel 1967, consegnarono al sultanato le isole Churiya-Muriya, rivendicate dallo Yemen del Sud.
L'isola ebbe un ruolo particolare durante la guerra fredda. Indipendente dal 1967 e amica del blocco orientale, la Repubblica Democratica Popolare dello Yemen (o Yemen del Sud) dichiarò l'isola area militare riservata per ragioni strategiche. Nel maggio 1980, navi da guerra dell'Unione Sovietica condussero un'esercitazione di sbarco anfibio a Socotra, dove erano di stanza due squadroni di bombardieri sovietici Suchoi.
Con l'unificazione tra Yemen del Sud e Yemen del Nord, l'isola entrò a far parte, nel 1990, della Repubblica dello Yemen. Come successore dell'Unione Sovietica, la Russia continua a mantenere una base navale sull'isola.
Nel 2013 è stato istituito il governatorato di Socotra, il cui territorio corrisponde a quello dell'arcipelago.
Nel contesto del conflitto militare in Yemen, le truppe degli Emirati Arabi Uniti hanno preso il controllo dell'isola all'inizio dell'estate 2018. Nel maggio 2019, il governo yemenita ha annunciato che oltre 100 separatisti sostenuti dagli Emirati erano sbarcati sull'isola, ma il ministro degli Esteri degli Emirati Arabi Uniti ha negato tale affermazione. Nel febbraio 2020, un reggimento dell'esercito yemenita stazionato a Socotra si è ribellato e ha giurato fedeltà al Consiglio di Transizione del Sud, sostenuto dagli Emirati Arabi Uniti.